# Mona Lisa Overdrive
Mona Lisa Overdrive é um romance cyberpunk escrito por William Gibson e publicado em 1988. É o terceiro e último livro da Trilogia do Sprawl, sendo os demais Neuromancer e Count Zero. A história ocorre oito anos após os eventos de Count Zero no Sprawl.  O romance foi nomeado para o Nebula Award de Melhor Romance, o Hugo Award de Melhor Romance, e o Locus Award de Melhor Romance de Ficção científica em 1989.

## Resumo do enredo
Ocorrendo oito anos após os eventos de Count Zero e quinze anos depois de Neuromancer, a história é formado a partir de inteconexões diversas, e também posui personagens de obras anteriores  (como Molly Millions, a mercenária com dedos de navalha de Neuromancer).
Um dos tópicos aborda Mona, uma prostituta adolescente que tem uma semelhança física bastante notável com a famosa superstar de Simstim Angie Mitchell. Mona é contratada por indivíduos ocultos para um "trabalho", que mais tarde descobre ser parte de uma conspiração para sequestrar Angie.
A segunda história tem foco em uma jovem garota japonesa  chamada Kumiko, filha de um chefe da Yakuza,  enviada para Londres para permanecer em segurança enquanto seu pai se envolve em uma guerra de gangues com demais líderes da máfia. Em Londres, ela é protegida por um dos capangas de seu pai, que é também um poderoso membro da Máfia londrina. Ela conhece Molly Millions (que mudou de aparência e adotou o nome "Sally Shears" para ocultar sua identidade de teceiros que a perseguem), que decide proteger a jovem garota.
A terceira história segue um recluso artista chamado Slick Henry, que vive em um lugar chamado Fábrica; uma grande e envenenada vastidão deserta de fábricas e aterros, talvez em Nova Jersey. Slick Henry é um ladrão de carros condenado. Como resultado das repetidas lavagem cerebral que compõem sua punição, ele passa seus dias criando grandes esculturas robóticas e, periodicamente, sofre de episódios de perda de memória, retornando à consciência depois com nenhuma lembrança do que fez durante o apagão. Ele é contratado por um conhecido para cuidar de um  "Count" comatoso (Bobby Newmark que, a partir do segundo romance, Count zero, ligou a si mesmo em um cyber-disco rígido  de alta capacidade chamado Aleph).
Um "Aleph" teórico teria a capacidade de memória RAM suficiente, literalmente, para conter toda a realidade, o bastante para que uma memória do constructo de uma pessoa pudesse conter também a personalidade do indivíduo e permitir que ele continue a  aprender, crescer e agir de forma independente.
O final do enredo segue Angela Mitchell, estrela de Simstim e personagem principal do livro Count Zero. Angie, graças à manipulações cerebrais realizadas por seu pai quando ela era criança, sempre teve a capacidade de acessar o ciberespaço diretamente (sem utilizar um deck como interface), mas as drogas fornecidas por sua empresa de produção Sense/Net diminuiram severamente essa capacidade.

## Curiosidades
A história do recluso artista que faz esculturas cibernéticas é uma referência a Mark Pauline de Survival Research Labs.
Uma faixa da trilha sonora do filme Matrix Reloaded por Juno Reactor e Don Davis foi chamada de "Mona Lisa Overdrive".  A Trilogia Matrix foi fortemente influenciada pela escrita de William Gibson. Uma versão levemente editada da música também está disponível no album Labirinto do Juno Reactor  novamente sob o nome de "Mona Lisa Overdrive".
A banda com base em Los Angeles com título de  Mona Lisa Overdrive (anteriormente chamada A2) também foi inspirada no livro de mesmo nome. Este grupo originalmente apresentou a canção "Chosen One" para o videogame Shadow the Hedgehog da Sega em 2005, que foi incluída na trilha sonora do filme Lost and Found.
O nome do cyber-hardrive que Bobby Newark utiliza é uma referência direta ao conto "O Aleph" do Autor Argentino Jorge Luis Borges. O Aleph mencionado seria um ponto no espaço que contém todos os outros pontos e, ao se focar no Aleph pode-se ver a totalidade da existência.